# United States European Command
Lo United States European Command (USEUCOM) è uno degli undici centri di comando congiunti del Dipartimento della Difesa statunitense. Ha il suo centro di comando presso Stoccarda in Germania.
Il comandante dell'USEUCOM ricopre simultaneamente il ruolo di Comandante supremo alleato in Europa (SACEUR) della NATO e guida del Comando supremo delle potenze alleate in Europa (SHAPE).

## Componenti di servizio
- United States Army Europe
- United States Air Forces in Europe-Air Forces Africa
- United States Naval Forces Command Europe-Africa
- US Marine Forces Europe (MARFOREUR/AF)
- US Special Operation Command Europe
- Joint Forces Headquarters Cyber